# عبد الله بن نوح
عبد الله بن نوح (بالإندونيسية: Abdullah bin Nuh)‏ (30 يونيو 1905 - 26 أكتوبر 1987) عالم مسلم إندونيسي. ولد في مدينة شنجور بجاوة الغربية. منذ طفولته تلقى تعليمًا إسلاميًا من والده وتحت إشرافه درس القليل من الدين واللغة العربية كل يوم. لذلك عندما كان صغيرا، كان قادرا على التحدث باللغة العربية. ثم درس في مدرسة حضرموت. وفي الوقت نفسه، كان رئيس تحرير مجلة حضرموت ، وهي مجلة أسبوعية تصدر باللغة العربية في سورابايا، جاوة الشرقية من 1922 إلى 1926. وبعد ذلك أرسل والده عبد الله للدراسة في كلية الشريعة بجامعة الأزهر في مصر. بعد عامين درس عبد الله في الأزهر وعاد إلى وطنه وتدرس بنشاط في سيانجور وبوغور من عام 1928 حتى 1943 حتى توفي بها. 

## سيرته
هو عبد الله بن نوح بن إدريس بن عارف بن صالح بن محيي الدين بن صابر الدين. ولد في مدينة شنجور يوم 30 يونيو 1905/ 27 ربيع الآخر 1323 هـ. تلقى علومه الأولى في مدارس مدينته الإسلامية، ودرس على مشايخ عرب إندونيسيا منهم الطيب الجزائري، ثم حفظ القرآن، والتحق بمعهد إسلامي سني، ودرس اللغة الإندونيسية والسندوية والعربية، ثم قصد القاهرة، فالتحق بالأزهر، فدرس على علمائه، منهم أحمد الضرغام.

عمل ضابطًا في جيش بلاده، وظل به، حتى تقاعد برتبة لواء، ثم عمل بالتدريس، فافتتح معهد الغزالي للعلوم الإسلامية، وعمل مديرًا له حتى وفاته، ثم افتتح معهدًا باسم الإحياء، كما رأس هيئة تحرير مجلة البناء التي تصدر باللغة الإندونيسية. تولى رئاسة هيئة البحوث الإسلامية بجاكرتا.

كان واحدًا من علماء الإسلام في إندونيسيا الذين ناهضوا الاستعمار الهولندي والشيوعية.

وتوفي في مدينةبوغور يوم 26 أكتوبر 1987/ 4 ربيع الأول 1408هـ. 

## شعره
له ديوان مطبوع ورد ضمن كتاب عاشق المحيط والجبل، ويضم خمسًا وخمسين قصيدة، تقع في 943 بيتًا، وله نماذج وردت في كتاب علماء ومفكرون عرفتهم وله ديوان مخطوط بالعربية.

ذكره عبد العزيز البابطين في معجمه وقال «شاعر فقيه دعوي رحالة جل شعره في النصح والإرشاد، والدعوة إلى التأمل في الخليقة والنظر إلى ما فيها من آيات وآلاء تهدي الناظرين، كما يدعو إلى التفكر فيما في الحياة من مواقف وحوادث على مر التاريخ... ففي شعره نزعة وجدانية ملتبسة بروح صوفية، حيث تستكين روحه في هدأة الليل وتصفو، فيفرح لرؤية النجوم ويشجيه نوح الحمام ويسبح في موج من نور بهي وأنهر جاريات من صفاء، شعره يتسم بقوة التراكيب وتداعي الصور الموحية، ينظمه على الموزون المقفى في لغة سلسة وخيال خصيب، أطرى جمال مدينة سنغافورة، وحيا الأزهر واعتبره النيل الحقيقي لمصر، وتبادل التحية بالشعر مع أحمد زكي أبي شادي في مهجره الأمريكي (الشمالي).»

## مؤلفاته
له عدة مؤلفات منها: 
- أنا مسلم
- نحن أمة واحدة

وترجم بعض كتب الإمام أبي حامد الغزالي إلى اللغة الإندونيسية، وله عدة مقالات وبحوث باللغة العربية، ووضع معجمًا إندونيسي، عربي، إنجليزي.